# Донал Маккарти Риг из Килбриттена
Донал Маккарти Риг из Килбриттена (англ. Donal MacCarthy Reagh of Kilbrittain; умер в 1636 г.) — ирландский магнат, владевший обширными землями Карбери (почти полмиллиона акров) в юго-западном графстве Корк.

## Рождение и происхождение
Донал родился в семье Кормака Маккарти Рига и Элеоноры Фицгиббон. Его отец был старшим сыном и наследником Донала Маккарти, 17-го принца Карбери (1593—1606), но умер раньше него. Таким образом, Донал Маккарти унаследовал земли Карбери от своего деда. Семьей его отца была Маккарти Ри, гэльско-ирландская династия, которая происходила от Донала Готта Маккарти (? — 1251), короля Десмонда (1247/1248 — 1251). Его шестой сын Донал Маол Маккарти Риг (? — 1310) был первым независимым правителем Карбери с 1280 года .
Его мать была дочерью Эдмунда Фицгиббона, 11-го белого рыцаря (ок. 1552—1608) , и вдовой Флоренс Маккарти из Инискина . Семья его матери, Фицгиббоны, происходила от Мориса Фитцгиббона (ум. 1357), посвященного в рыцари в 1333 году королем Англии Эдуардом III Плантагенетом.
Донал Маккарти, кажется, был единственным сыном и, возможно, даже единственным ребенком своих родителей. По крайней мере, не известно имена его братьев или сестер.

## От принца до эсквайра
Донал на Пипи Маккарти Риг, дед Донала Маккарти был 17-м принцем Карбери (1593-1606). Он потерял этот титул в 1606 году в результате капитуляции и регранта королю Англии Якову I Стюарту, когда король подтвердил право собственности на земли, но не предоставил титула. Король, вероятно, ожидал платы или, по крайней мере, обращения в протестантизм. Маккарти из Маскерри, находившиеся в аналогичной ситуации, получили виконтство в 1628 году, вероятно, за плату. Таким образом, из ранга принца дед Маккарти перешел в ранг простолюдина. После смерти его деда не было никакого права на наследство. В то время Донал Маккарти был несовершеннолетним. Наследство было передано Маккарти, которого называли эсквайром из Килбриттена}}.

## Брак и дети
Донал Маккарти женился на Эллен Рош, старшей дочери Дэвида Роша, 7-го виконта Фермоя (1573—1635). У Донала и Эллен был, как минимум, один сын:
- Чарльз Маккарти, эсквайр из Килбриттена, который женился на Элеоноре Маккарти, рождённой от первого брака его отчима[10].

После смерти Маккарти в 1599 году или ранее, Эллен снова вышла замуж за Чарльза Маккарти, 1-го виконта Маскерри (ок. 1570—1641), который, таким образом, стал отчимом Чарльза. Это также был второй брак Маскерри. От первого брака у Маскерри была дочь Элеонора, которая стала женой Чарльза. Поэтому Чарльз женился на дочери своего отчима от предыдущего брака.
После смерти Чарльза Маккарти, виконта Маскерри, в 1641 году Эллен вышла замуж в третий и последний раз за Томаса Фицмориса, третьего сына Томаса Фицмориса, 18-го барона Керри (1574—1630), от его второй жены Джулии Пауэр.
Даты смерти Донала Маккарти и повторного брака его вдовы оспариваются. Некоторые предлагают 1599 год или раньше
, другие 1636 год или позже. Более ранняя дата слишком близка (26 лет) к рождению отца Эллен в 1573 году.
Доналу Маккарти наследовал его сын Чарльз, который женился на Элеоноре Маккарти, дочери его отчима Чарльза Маккарти, 1-го виконта Маскерри от первого брака.